# Dallas-Fort Worth Film Critics Association Award per la miglior attrice non protagonista
Il Dallas-Fort Worth Film Critics Association Award per la miglior attrice non protagonista (Dallas–Fort Worth Film Critics Association Award for Best Supporting Actress) è una categoria di premi assegnata dalla Dallas-Fort Worth Film Critics Association per la miglior attrice non protagonista dell'anno. 

## Vincitori e candidati
I vincitori sono indicati in grassetto.  

### Anni 1990
- 1990: Whoopi Goldberg - Ghost - Fantasma (Ghost)
- 1991: Mercedes Ruehl - La leggenda del re pescatore (The Fisher King)
- 1992: Judy Davis - Mariti e mogli (Husbands and Wives)
- 1993: Rosie Perez - Fearless - Senza paura (Fearless)
- 1994: Dianne Wiest - Pallottole su Broadway (Bullets Over Broadway)
- 1995: Mira Sorvino - La dea dell'amore (Mighty Aphrodite)
- 1996: Juliette Binoche - Il paziente inglese (The English Patient)
- 1997: Kim Basinger - L.A. Confidential
- 1998: Joan Allen - Pleasantville
- 1999: Julianne Moore - La fortuna di Cookie (Cookie's Fortune)

### Anni 2000
- 2000: Kate Hudson - Quasi famosi (Almost Famous)
- 2001: Marisa Tomei - In the Bedroom
- 2002: Kathy Bates - A proposito di Schmidt (About Schmidt)
- 2003: Renée Zellweger - Ritorno a Cold Mountain (Cold Mountain)
- 2004: Virginia Madsen - Sideways - In viaggio con Jack (Sideways)
- 2005
  1. Catherine Keener - Truman Capote - A sangue freddo (Capote)
  2. Michelle Williams - I segreti di Brokeback Mountain (Brokeback Mountain)
  3. Rachel Weisz - The Constant Gardener - La cospirazione (The Constant Gardener)
  4. Scarlett Johansson - Match Point
  5. Amy Adams - Junebug

- 2006
  1. Cate Blanchett - Diario di uno scandalo (Notes on a Scandal)
  2. Jennifer Hudson - Dreamgirls
  3. Adriana Barraza - Babel
  4. Rinko Kikuchi - Babel
  5. Emily Blunt - Il diavolo veste Prada (The Devil Wears Prada)

- 2007: Tilda Swinton - Michael Clayton

- 2008
  1. Viola Davis - Il dubbio (Doubt)
  2. Penélope Cruz - Vicky Cristina Barcelona
  3. Marisa Tomei - The Wrestler
  4. Taraji P. Henson - Il curioso caso di Benjamin Button (The Curious Case of Benjamin Button)
  5. Rosemarie DeWitt - Rachel sta per sposarsi (Rachel Getting Married)

- 2009
  1. Mo'Nique - Precious
  2. Anna Kendrick - Tra le nuvole (Up in the Air)
  3. Vera Farmiga - Tra le nuvole (Up in the Air)
  4. Marion Cotillard - Nine
  5. Maggie Gyllenhaal - Crazy Heart

### Anni 2010
- 2010
  1. Melissa Leo - The Fighter
  2. Jacki Weaver - Animal Kingdom
  3. Helena Bonham Carter - Il discorso del re (The King's Speech)
  4. Hailee Steinfeld - Il Grinta (True Grit)
  5. Mila Kunis - Il cigno nero (Black Swan)

- 2011
  1. Shailene Woodley - Paradiso amaro (The Descendants)
  2. Bérénice Bejo - The Artist
  3. Octavia Spencer - The Help
  4. Melissa McCarthy - Le amiche della sposa (Bridesmaids)
  5. Carey Mulligan - Shame

- 2012
  1. Sally Field - Lincoln
  2. Anne Hathaway - Les Misérables
  3. Amy Adams - The Master
  4. Helen Hunt - The Sessions - Gli incontri (The Sessions)
  5. Ann Dowd - Compliance

- 2013
  1. Lupita Nyong'o - 12 anni schiavo (12 Years a Slave)
  2. June Squibb - Nebraska
  3. Jennifer Lawrence - American Hustle - L'apparenza inganna (American Hustle)
  4. Julia Roberts - I segreti di Osage County (August: Osage County)
  5. Sally Hawkins - Blue Jasmine

- 2014
  1. Patricia Arquette - Boyhood
  2. Emma Stone - Birdman (Birdman or (The Unexpected Virtue of Ignorance))
  3. Keira Knightley - The Imitation Game
  4. Jessica Chastain - 1981: Indagine a New York (A Most Violent Year)
  5. Laura Dern - Wild

- 2015
  1. Rooney Mara - Carol
  2. Alicia Vikander - Ex Machina
  3. Kate Winslet - Steve Jobs
  4. Alicia Vikander - The Danish Girl
  5. Jennifer Jason Leigh - The Hateful Eight

- 2016
  1. Viola Davis - Barriere (Fences)
  2. Naomie Harris - Moonlight
  3. Michelle Williams - Manchester by the Sea
  4. Greta Gerwig - Le donne della mia vita (20th Century Women)
  5. Judy Davis - The Dressmaker - Il diavolo è tornato (The Dressmaker)

- 2017
  1. Allison Janney -  Tonya (I, Tonya)
  2. Laurie Metcalf -  Lady Bird
  3. Mary J. Blige -  Mudbound
  4. Holly Hunter -  The Big Sick - Il matrimonio si può evitare... l'amore no (The Big Sick)
  5. Octavia Spencer -   La forma dell'acqua - The Shape of Water (The Shape of Water)

- 2018
  1. Regina King - Se la strada potesse parlare (If Beale Street Could Talk)
  2. Emma Stone - La favorita (The Favourite)
  3. Rachel Weisz - La favorita (The Favourite)
  4. Amy Adams - Vice - L'uomo nell'ombra (Vice)
  5. Claire Foy - First Man - Il primo uomo (First Man)
  6. Tilda Swinton - Suspiria

- 2019
  1. Laura Dern - Storia di un matrimonio (Marriage Story)
  2. Margot Robbie - Bombshell - La voce dello scandalo (Bombshell)
  3. Florence Pugh - Piccole donne (Little Women)
  4. Jennifer Lopez - Le ragazze di Wall Street - Business Is Business (Hustlers)
  5. Annette Bening - The Report

### Anni 2020
- 2020
  1. Amanda Seyfried - Mank
  2. Yoon Yeo-jeong - Minari
  3. Helena Zengel - Notizie dal mondo (News of the World)
  4. Maria Bakalova - Borat - Seguito di film cinema (Borat Subsequent Moviefilm: Delivery of Prodigious Bribe to American Regime for Make Benefit Once Glorious Nation of Kazakhstan)
  5. Olivia Colman - The Father
- 2021[1]
  1. Ariana DeBose - West Side Story
  2. Kirsten Dunst - Il potere del cane (The Power of the Dog)
  3. Aunjanue Ellis - Una famiglia vincente - King Richard (King Richard)
  4. Caitríona Balfe - Belfast
  5. Ruth Negga - Due donne - Passing (Passing)

- 2022[2]
  1. Kerry Condon - Gli spiriti dell'isola (The Banshees of Inisherin)
  2. Hong Chau - The Whale
  3. Angela Bassett - Black Panther: Wakanda Forever
  4. Jessie Buckley - Women Talking
  5. Janelle Monáe - Glass Onion - Knives Out (Glass Onion: A Knives Out Mystery)

- 2023[3]
  1. Da'Vine Joy Randolph – The Holdovers - Lezioni di vita (The Holdovers)
  2. Danielle Brooks – Il colore viola (The Color Purple)
  3. Emily Blunt – Oppenheimer
  4. Jodie Foster – Nyad - Oltre l'oceano (Nyad)
  5. Julianne Moore – May December

- 2024[4]
  1. Zoe Saldana – Emilia Pérez
  2. Margaret Qualley – The Substance
  3. Ariana Grande – Wicked (Wicked: Part I)
  4. Danielle Deadwyler – The Piano Lesson
  5. Monica Barbaro – A Complete Unknown